# Pedilochilus
Pedilochilus är ett släkte av orkidéer. Pedilochilus ingår i familjen orkidéer.

## Dottertaxa tillPedilochilus, i alfabetisk ordning[1]
- Pedilochilus alpinus
- Pedilochilus angustifolius
- Pedilochilus bantaengensis
- Pedilochilus brachiatus
- Pedilochilus brachypus
- Pedilochilus ciliolatus
- Pedilochilus clemensiae
- Pedilochilus coiloglossus
- Pedilochilus cyatheicola
- Pedilochilus dischorensis
- Pedilochilus flavus
- Pedilochilus grandifolius
- Pedilochilus guttulatus
- Pedilochilus hermonii
- Pedilochilus humilis
- Pedilochilus kermesinostriatus
- Pedilochilus longipes
- Pedilochilus macrorhinus
- Pedilochilus majus
- Pedilochilus montanus
- Pedilochilus obovatus
- Pedilochilus oreadus
- Pedilochilus papuanus
- Pedilochilus parvulus
- Pedilochilus perpusillus
- Pedilochilus petiolatus
- Pedilochilus petrophilus
- Pedilochilus piundaundensis
- Pedilochilus psychrophilus
- Pedilochilus pumilio
- Pedilochilus pusillus
- Pedilochilus sarawaketensis
- Pedilochilus stictanthus
- Pedilochilus subalpinus
- Pedilochilus sulphureus
- Pedilochilus terrestris